# 知取町
知取町（しるとるまち）は、日本の領有下において樺太に存在した町（指定町村）。
知取という地名は、アイヌ語の「シル・ウトル（シリ・ウトル）」（土地の中間、山と山の間）、「シロトロナイポ」（村と村の間の沢）に由来。
当該地域の領有権に関する詳細は樺太の項目を参照。現在ロシア連邦がサハリン州マカロフとして実効支配している。

## 概要
- 樺太東海岸に位置していた。
- 町内を流れる知取川が、製紙原料となる原木を流送するために利用されていた。
- 知取川河口付近には、製紙原料の原木を川から引き揚げて製紙工場に運び込むためのトロッコが存在した。2019年6月現在もコンクリート構造物が残っていた。[3]
- 町内には遊仙閣という鉱泉があり賑わっていた。
- 知取区裁判所の所在地であった。

## 歴史
- 1915年（大正4年）6月26日 - 「樺太ノ郡町村編制ニ関スル件」（大正4年勅令第101号）の施行により、東知取村、東柵丹村が行政区画として発足。新問郡に所属し、豊原支庁元泊出張所が管轄。
- 1922年（大正11年）10月 - 所属郡が元泊郡、管轄支庁が元泊支庁にそれぞれ変更。
- 1923年（大正12年）4月1日 - 東柵丹村が東知取村に合併。
- 1924年（大正13年） - 知取炭鉱が操業を開始する。
- 1927年（昭和2年）
  - 1月 - 富士製紙（後の王子製紙）知取工場が操業開始（現在も操業している）。この後、鉱工業の町として急速に発展した。
  - 樺太鉄道（株）により鉄道が開通。知取駅は当時日本最北端の駅であった。
- 1929年（昭和4年）7月1日 - 樺太町村制の施行により東知取村が知取町（二級町村）として発足。
- 1942年（昭和17年）11月 - 管轄支庁が敷香支庁に変更。
- 1943年（昭和18年）4月1日
  - 「樺太ニ施行スル法律ノ特例ニ関スル件」（大正9年勅令第124号）が廃止され、内地編入。
  - 指定町村となる。
- 1943年（昭和18年）11月24日 - 樺太公立知取第一国民学校から出火し、6年生23名が焼死。天皇・皇后から御救恤金200円が樺太庁に下賜された[4]。。
- 1945年（昭和20年）8月22日 - ソビエト連邦により占拠される。この地で日ソ停戦協定が成立したが、実際には戦闘は終結せず、同月末まで継続した。
- 1949年（昭和24年）6月1日 - 国家行政組織法の施行のため法的に樺太庁が廃止。同日知取町廃止。

## 町内の地名
旧東知取村地域
| - 知取（しりとり） - 相馬（そうま） - 北遠古丹（きたえんこたん） - 上遠古丹（かみえんこたん） - 矢向（やんげ） - 宗司（そうし） - 東礼文（ひがしれぶん） - 知取沢（しるとるざわ） | - 宝沢（たからざわ） - 扇ノ沢（おうぎのさわ） - 上滝沢（かみたきのさわ） - 岩清水沢（いわしみずさわ） - 冷泉沢（れいぜいざわ） - 六段沢（ろくだんざわ） - 鈴福沢（すずふくざわ） |

旧東柵丹村地域
| - 東柵丹（ひがしさくたん） - 東柵丹沢（ひがしさくたんざわ） - 大鵜取（おおうとる） - 大鵜取沢（おおうとるざわ） - 小鵜取（こうとる） - 愛博（あいはく） | - 柵内（さんない） - 磯牛（いそうし） - 茶釜（ちゃがま） - 保加内（ほかない） - 東雲沢（しののめざわ） - 境川（さかいがわ） |

## 地域

### 教育
以下の学校一覧は1945年（昭和20年）4月1日現在のもの。

#### 国民学校
- 樺太公立大鵜取国民学校
- 樺太公立東柵丹国民学校
- 樺太公立知取第一国民学校
- 樺太公立知取第三国民学校
- 樺太公立知取沢国民学校
- 樺太公立北遠古丹国民学校
- 樺太公立上遠古丹国民学校
- 樺太公立東礼文国民学校

#### 中等学校
- 樺太公立知取高等女学校
- 樺太公立知取工業学校